# أليكس هيغينز
أليكس هيغينز (بالإنجليزية: Alex Higgins)‏ (22 يوليو 1981 بشفيلد في المملكة المتحدة - ) هو لاعب كرة قدم بريطاني في مركز الوسط. لعب مع شيفيلد وينزداي وكوينز بارك رينجرز ونورثويتش فيكتوريا.